# Гридино (муниципальный округ Егорьевск)
Гридино — деревня в муниципальном округе Егорьевск Московской области России.

## Название
Гридино — часто встречающееся название на востоке Подмосковья. По местной легенде «шувойского» Гридина, здесь были поселены княжеские слуги — «гридни», находившиеся при владельце Гуслиц.
Неофициальное название деревни Гридино-Шувое.

## География
Деревня Гридино расположена на правом берегу реки Шувойка, в 12 километрах к северо-западу от города Егорьевск, в исторической местности Гуслицы.

## История
Известна по писцовым книгам Московского уезда дворцовой Гуслицкой волости от 1631 года. Писцы Афанасий Отяев и подьячий Василий Арбенев отмечали: "Деревня Кологривова, Гриденская тож, на речке на Шувайке, да к той деревне отхожая пашня Демидково за рекой Шувайкой, а в ней крестьян: двор Илейка Потапов на пол-пол-выти, двор Петрушка Минин на пол-пол-трети выти; двор Игнашка Петров на пол-пол-трети выти; двор Дружинка Ильин на пол-трети выти. Пашни паханые худые земли тридцать пять четвертей. Сена 60 копен, да сенокосных порослей десятина. Лесу пашенного 12 десятин, а непашенного лесу 25 десятин".
В 1673 году в селе Гридино-Шувое была построена деревянная церковь Казанской иконы Божией Матери. В 1864 году она сгорела, и вместо неё была построена новая деревянная церковь. В 1959 году церковь разобрали на дрова для строительства детского сада в соседней деревне Селиваниха. Однако он сгорел в день своего открытия . В 1999 году усердием местной жительницы О. Ф. Зреловой при поддержке благотворителей на прежнем месте была построена новая церковь из светлого кирпича. Освятили храм 18 сентября 1999 года. 
Также в селе жили и старообрядцы. В лесу сохранилось старинное старообрядческое кладбище.
В 1939-1954 годах Гридино было центром Гридино-Шувойского сельсовета.
До 2015 года входила в состав городского поселения Егорьевск.
В 2015 году вошла в состав городского округа Егорьевск, образованного в том же году путём упразднения Егорьевского района и объединения всех его поселений в единый городской округ.

## Достопримечательности
- Церковь Казанской Божией Матери (год постройки 1997).
- Часовня Казанской иконы Божьей Матери.

## Связь
В пределах села установлены башни операторов «большой тройки» — БиЛайн, МТС, Мегафон. Домовые сети отсутствуют, кабельного Интернета и ТВ нет. Интернет предоставляют только мобильные операторы до максимальной скорости 60.00 Мб/c.
Почтовый индекс 140301.
В селе присутствует стационарная связь с к кодом (49640), внутри села номера пятизначные: (49640)-Х-ХХ-ХХ.

## Проезд
1) От станции метро «Котельники» на автобусе № 325 Москва-Егорьевск, далее на автобусе № 28 Егорьевск - Гридино-Шувое.
2) От Москвы с Казанского вокзала до станции Егорьевск (112 км), далее автобусом (10 км).

## Демография
Население — 153 человек (2010).
| 1926 | 2002 | 2006 | 2010 |
| ---- | ---- | ---- | ---- |
| 982  | ↘177 | ↗179 | ↘153 |

## Галерея

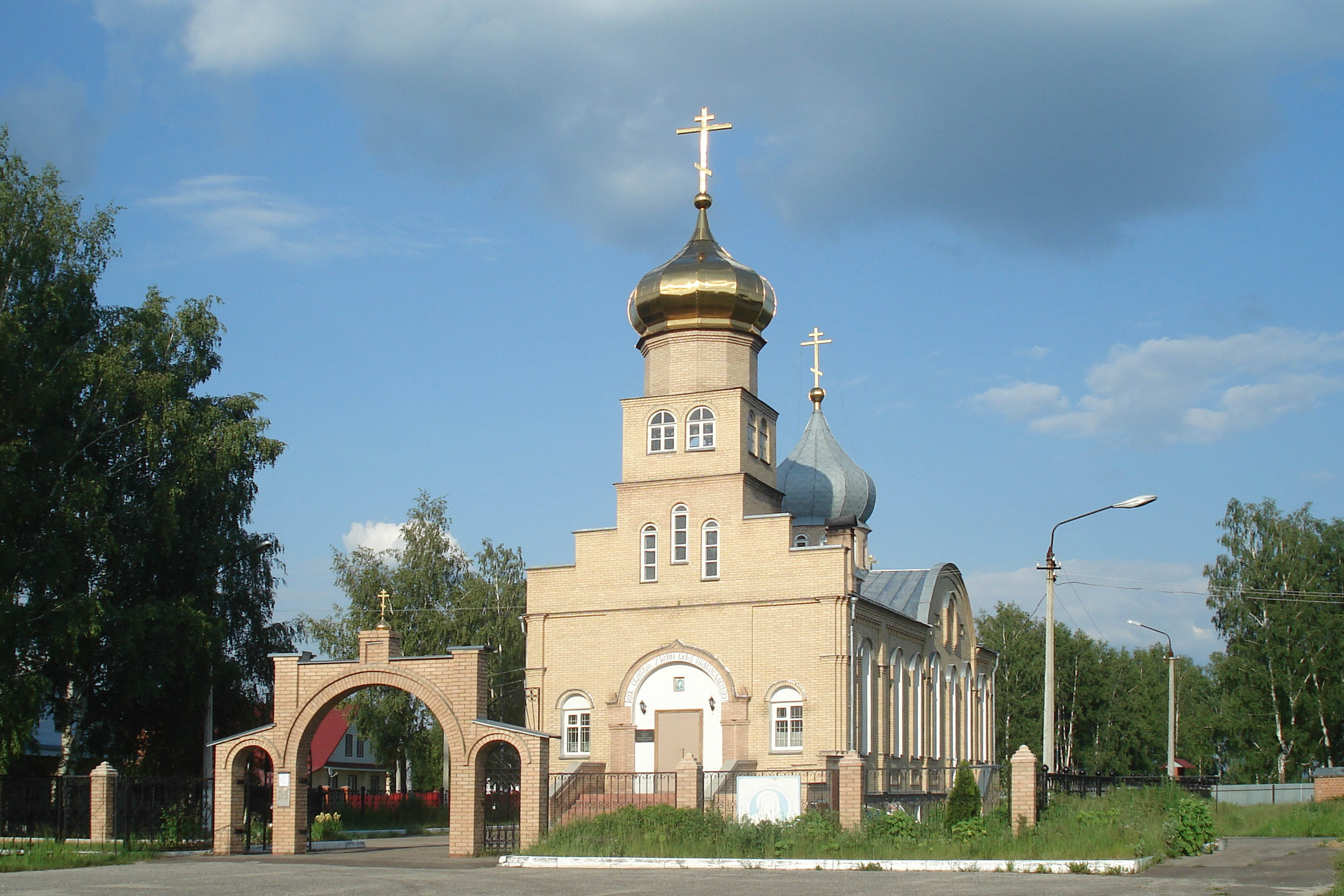
Церковь Казанской иконы Божией матери
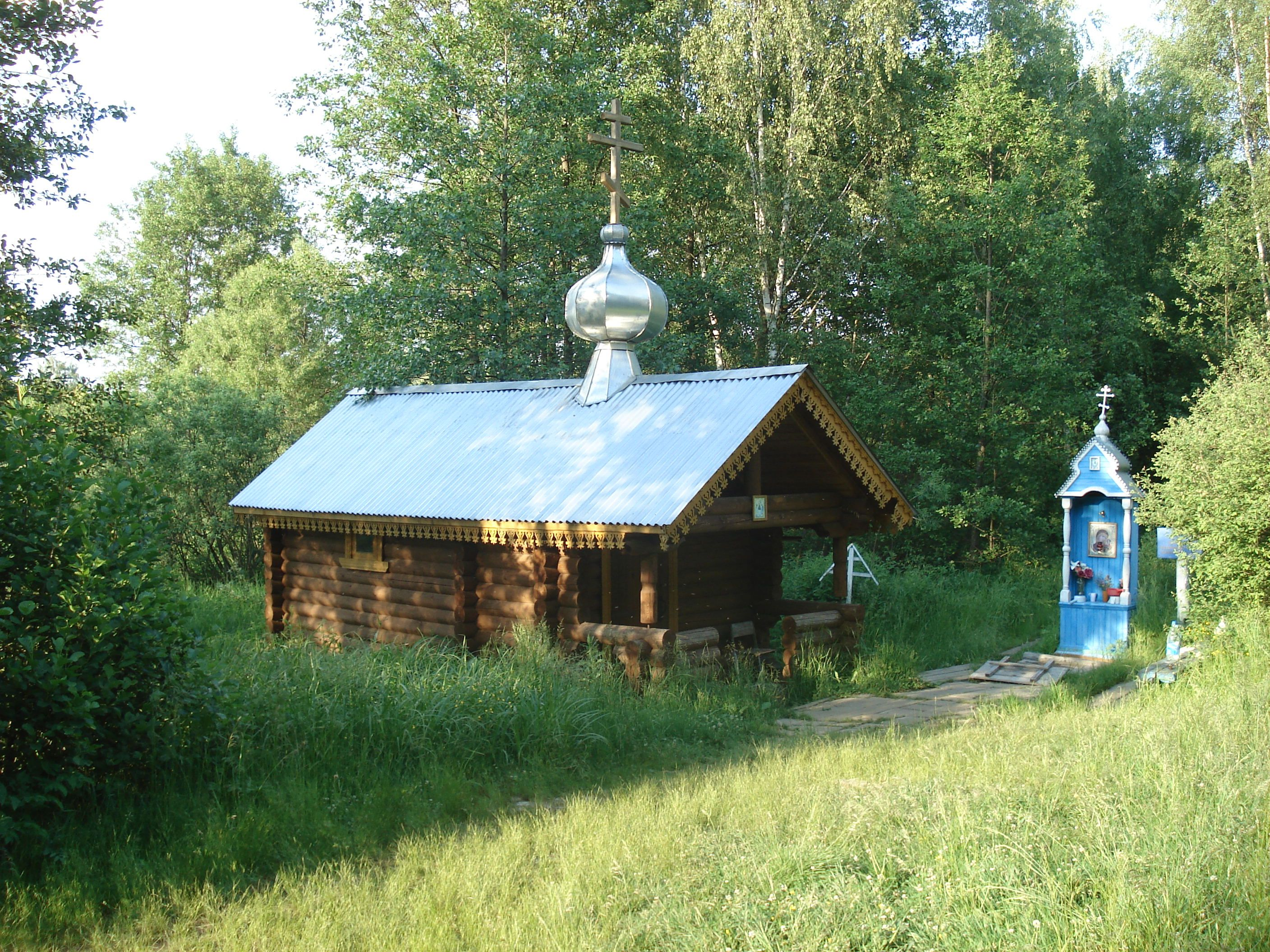
Часовня Казанской иконы Божией Матери около деревни